# Saku Ylätupa
Saku Tuomas Severi Ylätupa (Espoo, 4 agosto 1999) è un calciatore finlandese, centrocampista o attaccante del Kalmar.

## Caratteristiche tecniche
È un centrocampista offensivo ambidestro, che talvolta può essere adattato anche da ala sinistra o da centrocampista centrale.

## Carriera

### Club
La sua carriera a livello senior è iniziata in Finlandia, prima al Klubi 04 (squadra riserve dell'HJK) e poi, successivamente, con lo stesso HJK anche se solo in partite di Coppa di Finlandia.
Nel 2017 ha disputato il suo primo campionato di Veikkausliiga a seguito del prestito al RoPS. Le prime reti nella massima serie finlandese le ha messe a segno il 17 aprile 2017, quando ha realizzato una doppietta nella sconfitta interna contro il VPS. Al momento della sua partenza, avvenuta la successiva estate per via della cessione all'estero, Ylätupa aveva collezionato 17 presenze, di cui 15 dall'inizio, e tre gol.
Il 21 luglio 2017, l'Ajax ha annunciato di aver firmato un accordo triennale con il giocatore, che è poi cresciuto nella formazione Under-19 del club e nello Jong Ajax, la squadra riserve dei "lancieri". Con lo Jong Ajax, il giovane finlandese è sceso in campo in quattro partite di Eerste Divisie tra l'agosto e il dicembre del 2018.
Nel gennaio 2019 si è trasferito agli svedesi dell'AIK, che l'hanno acquisito a titolo definitivo con un contratto valido fino al 31 dicembre 2022. Nel suo primo campionato di Allsvenskan, Ylätupa ha faticato a trovare spazio nel 3-5-2 del tecnico Rikard Norling, il quale lo ha schierato solo in 6 occasioni, di cui 4 subentrando dalla panchina. Anche l'anno seguente il giocatore è stato poco utilizzato, sia sotto la gestione di Norling che sotto quella del sostituto Bartosz Grzelak, il quale non lo ha mai schierato nel mese in cui lo ha avuto in rosa.
Il 3 settembre 2020 Ylätupa è dunque tornato a giocare in Finlandia, precisamente all'IFK Mariehamn, con la formula del prestito fino alla fine dell'anno.
Rientrato dal prestito, è tornato a vestire la maglia dell'AIK per l'intera stagione 2021. Anche in questo caso, tuttavia, nonostante fosse cambiato l'allenatore rispetto alla sua precedente parentesi in nerogiallo, Ylätupa ha trovato poco spazio. Dalla tredicesima giornata in poi infatti è rimasto sempre seduto o in panchina o in tribuna, eccezion fatta per una partita di Coppa di Svezia contro i dilettanti del Rågsveds IF.
Nel gennaio 2022 si è trasferito a titolo definitivo al GIF Sundsvall, squadra svedese neopromossa in Allsvenskan. Nel corso di quella stagione, Ylätupa ha messo a referto 5 gol in 27 partite, mentre la squadra ha chiuso all'ultimo posto in classifica, retrocedendo. La carriera del giocatore finlandese è comunque proseguita in Allsvenskan, avendo firmato un contratto con il Kalmar valido fino al 2025. Con la nuova squadra ha avuto molto meno spazio, visto che il tecnico Henrik Jensen nel corso dell'Allsvenskan 2023 gli ha concesso solo quattro presenze in totale, tutte partendo dalla panchina.
La mancanza di spazio lo ha portato dunque ad essere ceduto in prestito dal 5 gennaio 2024 fino al successivo 30 giugno all'Helsingør, squadra danese che in quel momento occupava il penultimo posto nel campionato di 1. Division 2023-2024, ovvero la seconda serie nazionale, in cui ha collezionato rispettivamente 3 presenze nella prima fase del campionato e 5 nella fase play-out ha visto l'Helsingør retrocedere in 2. Division in virtù dell'ultimo posto in classifica.

### Nazionale
Il 7 settembre 2018 ha esordito con la Nazionale Under-21 finlandese disputando il match di qualificazione per gli Europei Under-21 2019 perso 2-0 contro la Danimarca. Il 8 gennaio 2019 ha esordito con la Nazionale finlandese giocando l'amichevole vinta 1-0 in Qatar contro la Svezia, partita che vedeva in campo giocatori perlopiù militanti nei campionati scandinavi.